# Aschgraue Rundblattnase

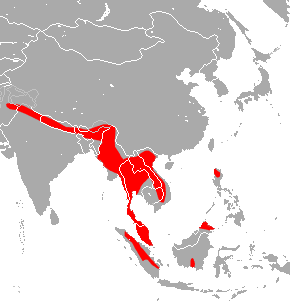
Verbreitungsgebiet

Die Aschgraue Rundblattnase (Hipposideros cineraceus) ist eine Fledermausart aus der Gattung der Altwelt-Rundblattnasen, die von Pakistan und Indien bis Sumatra und Borneo und möglicherweise Luzon auf den Philippinen vorkommt. Die philippinische Unterart H. c. wrighti (Taylor, 1934) wurde manchmal zur Art H. ater gestellt, aber sie scheint tatsächlich enger mit der Aschgrauen Rundblattnase verwandt zu sein und wird daher als Unterart geführt. Bei der Aschgrauen Rundblattnase handelt es sich um eine kleine Art (Gewicht 3,7 bis 4,9 Gramm), die der Pomona-Rundblattnase (H. pomona) sehr ähnlich sieht, aber kleiner ist und kürzere Ohren besitzt.
In der unten stehende Tabelle sind die Maßangaben von H. cineraceus aus verschiedenen Gebieten zusammengestellt:
| Masse                | Pakistan, Indien, Myanmar | Vietnam   | Thailand, Malakka | Borneo    | Luzon |
| -------------------- | ------------------------- | --------- | ----------------- | --------- | ----- |
| Kopf-Rumpflänge (mm) | -                         | 41–47     | -                 | -         | -     |
| Schwanzlänge (mm)    | -                         | 23,0–28,2 | -                 | -         | -     |
| Unterarmlänge (mm)   | 32,3–36,1                 | 33,1–35,5 | 34,4–38,9         | 34,0–39,6 | 39    |
| Ohrenlänge (mm)      | -                         | 15,4–17,4 | -                 | -         | -     |
| Schädellänge (mm)    | 12,6–13,7                 | -         | 12,8–13,4         | 13,2–13,9 | 13,3  |
| Gewicht (g)          | -                         | 3,7–4,9   | -                 | -         | -     |

Die Aschgraue Rundblattnase ist eine sehr gesellige Art, die in großer Anzahl an den bevorzugten Schlafplätzen anzutreffen ist. Die Reproduktion ist jahreszeitlich bedingt. Die Paarungszeit ist im Oktober, wobei die Jungen erst im April geboren werden und im Juni im Stande sind zu fliegen. Die Art ernährt sich vermutlich von Insekten.